# Saltuarius
Saltuarius – rodzaj jaszczurek z rodziny Carphodactylidae.

## Zasięg występowania
Rodzaj obejmuje gatunki występujące w Australii. 

## Systematyka
Rodzaj zdefiniował w 1993 roku zespół australijskich herpetologów (Patrick J. Couper, Jeanette Adelaide Covacevich i Craig Moritz) w artykule poświęconym gekonom wschodniej Australii opublikowanym na łamach Memoirs of the Queensland Museum. Gatunkiem typowym jest (oryginalne oznaczenie) liściogon wschodnioaustralijski (S. cornutus).

### Etymologia
Saltuarius: łac. saltuarius ‘leśniczy, mieszkaniec lasu’, od saltus ‘polana, pastwisko leśne’.

### Podział systematyczny
Do rodzaju należą następujące gatunki: 
- Saltuarius cornutus (Ogilby, 1892) – liściogon wschodnioaustralijski[6]
- Saltuarius eximius Hoskin & Couper, 2013
- Saltuarius kateae Couper, Sadlier, Shea & Worthington-Wilmer, 2008
- Saltuarius moritzi Couper, Sadlier, Shea & Worthington-Wilmer, 2008
- Saltuarius salebrosus (Covacevich, 1975)
- Saltuarius swaini (Wells & Wellington, 1985)
- Saltuarius wyberba Couper, Schneider & Covacevich, 1997